# Заточеница љубави
Заточеница љубави (шп. Prisionera) америчка је теленовела, продукцијске куће Телемундо, снимана 2004.
У Србији је емитована током 2004. и 2005. на телевизији Пинк.

## Синопсис
У једном малом мексичком селу, Гвадалупе Сантос, девојчица од само 16 година бива дрогирана и силована од стране Ернеста Риобиеноа, човека који ју је већ дуже време прогањао. Када се након тога пробуди, поред себе затиче Ернестов леш, као и оружје којим је почињен злочин у својим рукама. Не знајући шта се десило, она креће у бег. Међутим, неколико сати касније бива уваћена и затворена у затвор за адолесценте, осуђена за убиство. Неког времена, тамо рађа девојчицу, ћерку човека који ју је силовао, и даје јој име Либертад (Слобода).
Након више година Гвадалупе одлучује побећи из затвора и илегално прећи преко границе Сједињених Америчких Држава. Ту се сусреће са Данијелом Монкадом у ког је била заљубљена у младости и који јој помаже у томе. Међу њима се рађа  поново љубав, али обоје занемарују неке чињенице ни не слутећи да би оне могле променити све – Данијел је брат човека који је силовао Гвадалупе и за чију је смрт осуђена.
Након неког времена, у нападу лудости, Данијел нуди брак Гвадалупе. Међутим, појављује се Наћа, Гвадалупина пријатељица из затвора, која је подсећа да су оне још увек у бегу од полиције, да је њена љубав немогућа и да би тиме само направила проблеме Данијелу. Гвадалупе прихвата своју стварност и оставља човека којег воли, те схвата да би њен једини разлог живота требало да буде њена петнаестогодишња ћерка Либертад којој је потребан донор бубрега.
Тада, игром случаја Гвадалупе долази на хацијенду Салватиерових и открива да јој је рођена сестра у ствари украла ћерку и регистровала као своју легитимну, како би попунила празнину у свом браку са Панћом Салватиером, богатим бизнисменом кога је убедила да је Либертад његова ћерка.
Након што је све то увидела, приморана на тишину, Гвадалупе прихвата да ради као служавка у кући своје сестре како би била у близини своје ћерке и временом зарадила њену наклоњеност.Данијел након сазнања да је Либертад ћерка његовог брата и да јој је потребан донатор бубрега одлучује помоћи девојчици.
Када открије да је Либертад такође заљубљена у Данијела, Гвадалупе се сусреће и са мржњом своје ћерке, која јој замера што јој је отела своју платонску љубав. Убрзо након тога, Гвадалупе је приморана да се суочи и са Данијеловим презиром, с обзиром да он мисли да је она убица његовог брата.

## Улоге
| Глумац:            | Улога:               |
| ------------------ | -------------------- |
| Габријела Спаник   | Гвадалупе Сантос     |
| Маурисио Ислас     | Данијел Монкада #1   |
| Габријел Порас     | Данијел Монкада #2   |
| Хенесис Родригез   | Либертад Салватијера |
| Габријела Роел     | Милагрос Сантос      |
| Сули Монтеро       | Росалија Монкада     |
| Рикардо Далмаси    | Панчо Салватијера    |
| Данијел Луго       | Родолфо Руфијан      |
| Дијана Кихано      | Лусеро Лулу Риобуено |
| Ђули Хилиберти     | Нача Гевара          |
| Сезар Роман        | Лучо Виља            |
| Ђина Велез         | Џенифер Робинсон     |
| Алехандро Чабан    | Рони                 |
| Карла Родригез     | Адела                |
| Марисела Гонзалес  | Туерта               |
| Карлос Кабаљеро    | Кобра                |
| Алсира Хил         | Отилија              |
| Јадира Сантана     | Каридад              |
| Рикардо Чавез      | Сантијаго Меса       |
| Росалинда Родригез | Тарантула            |